# 위 엔터테인먼트
위 엔터테인먼트(OUI Enterainment)는 대한민국의 연예 기획사이다.

## 개요
설립자인 위명희 대표는 신촌뮤직, 팬엔터테인먼트, 지앤지프로덕션 등지에서 매니지먼트 및 제작 분야에서 커리어를 쌓았으며, 한국연예제작자협회의 이사를 역임했다.
위명희 대표가 팬엔터테인먼트에서 일한 후 본인의 성씨를 본뜬 기획사로 설립하여 박선주의 4집을 제작했으며, 위명희 대표가 지앤지프로덕션의 프로듀서로 자리를 옮기면서 잠시 운영을 중단했다가 2017년에 운영을 재개했다.

## 현재 소속 연예인

### 가수
- 위아이 (장대현, 김동한, 유용하, 김요한, 강석화, 김준서)
- 화수목

### 배우
- 김이온
- 윤가이
- 우민규
- 고다연
- 이가을
- 채윤

## 과거 소속 연예인
- 최승훈
- 노현희
- 박선주
- 설인아
- 채소연
- 테오[3]
- 조성욱
- 신빛 (양지완, 김하진)
- 크랙실버 (윌리K, 빈센트, 대니 리, 싸이언, 오은철)
- 김소원
- 남단우

## 과거 소속 연습생
- 왕군호
- 히다카 마히로
- 로라
- 서원
- 이남종